# Загайново (село, Троицкий район)
Загайново — село в Троицком районе Алтайского края. Входит в состав Беловского сельсовета.

## История
Основано в 1756 г. В 1928 году состояло из 862 хозяйств, основное население — русские. В административном отношении являлось центром Загайновского сельсовета Больше-Реченского района Бийского округа Сибирского края.

## Население
| 1926 | 1997 | 1998 | 1999 | 2000 | 2001 |
| ---- | ---- | ---- | ---- | ---- | ---- |
| 4928 | ↘780 | ↘722 | ↘708 | →708 | ↘677 |
| 2002 | 2003 | 2004 | 2005 | 2006 | 2007 |
| ↘636 | ↗639 | ↘614 | ↘553 | ↘480 | ↘477 |
| 2008 | 2009 | 2010 | 2011 | 2012 | 2013 |
| ↗502 | ↘427 | ↘402 | ↗404 | ↘403 | ↘397 |

Национальный состав
Согласно результатам переписи 2002 года, в национальной структуре населения русские составляли 97 %.